# Anna Popplewell
Anna Popplewell est une actrice anglaise, née le 16 décembre 1988 à Londres.

## Biographie
Née à Londres, elle est la fille d'Andrew, avocat, et de Deborah, immunologiste.
Son grand-père paternel, Oliver Popplewell, est juge de la haute cour de justice. Son frère, sa sœur et elle-même ont tous les trois suivi les cours d'art dramatique de l'Allsorts Drama for Children.
Sa sœur Lulu joue dans Love Actually de Richard Curtis et son frère Freddie incarne Michael Darling dans Peter Pan de Paul John Hogan.
Elle fait ses études secondaires à la North London Collegiate School.

### Vie privée
Elle est mariée à Sam Caird depuis 2016. Ils ont leur premier enfant, une fille, Zoe en 2021.

## Carrière
Elle commence sa carrière d'actrice à 6 ans en participant au Allsorts Drama School.
Son premier rôle professionnel est en 1998 dans l'adaptation télévisée du roman Frenchman's Creek.
Elle occupe divers rôles dans des films comme Le Petit Vampire d'Uli Edel, Me Without You de Sandra Goldbacher, Mansfield Park de Patricia Rozema, et Plein Gaz de Peter Hewitt, ou encore La Jeune Fille à la perle. Côté télévision, elle a été l'interprète de Dirty Tricks et des téléfilms de la BBC Love in a Cold Climate et Daniel Deronda.
En 2005, elle joue dans le long métrage Le Monde de Narnia : Le Lion, la Sorcière blanche et l'Armoire magique, adaptation du deuxième tome de la saga Le Monde de Narnia de C. S. Lewis, où elle incarne Susan Pevensie.
Elle reprend ce rôle en 2008 pour Le Prince Caspian, où le réalisateur Andrew Adamson adapte le quatrième tome de la saga, puis en 2010 dans Le Monde de Narnia : L'Odyssée du Passeur d'Aurore, adaptation du cinquième tome, réalisée cette fois par Michael Apted.
En 2012, elle joue dans le film Halo 4 : Aube de l'espérance.
En mars 2013, il est annoncé qu'elle jouera dans Reign : Le Destin d'une reine. Elle obtient le rôle de Lola, une des dames de compagnie de la reine Marie Ire d'Écosse. Le tournage a lieu en Irlande et à Toronto. La série s'achève en 2016.

## Filmographie

### Cinéma

#### Longs métrages
- 1999 : Mansfield Park de Patricia Rozema : Betsey
- 2000 : Le Petit Vampire (The Little Vampire) d'Uli Edel : Anna Sackville-Bagg
- 2001 : Me Without You de Sandra Goldbacher : Marina jeune
- 2002 : Plein Gaz (Thunderpants) de Peter Hewitt : Denise Smash
- 2003 : La Jeune Fille à la perle (Girl with the Pearl Earring) de Peter Webber : Maertge
- 2005 : Le Monde de Narnia : Le Lion, la Sorcière blanche et l'Armoire magique (The Chronicles of Narnia : The Lion, the Witch and the Wardrobe) d' Andrew Adamson : Susan Pevensie
- 2008 : Le Monde de Narnia : Le Prince Caspian (The Chronicles of Narnia: Prince Caspian) d'Andrew Adamson : Susan Pevensie
- 2010 : Le Monde de Narnia : L'Odyssée du Passeur d'Aurore (The Chronicles of Narnia : The Voyage of the Dawn Treader) de Michael Apted : Susan Pevensie
- 2012 : Halo 4 : Aube de l'espérance (Halo 4 : Forward Unto Dawn) de Stewart Hendler : Silva Chyler
- 2012 : Payback Season de Danny Donnelly : Izzy
- 2015 : Freak of Nurture de John Hales : Beth
- 2019 : You Are Here d'Adam Neutzsky-Wulff : Tanya
- 2023 : La Nonne : La Malédiction de Sainte-Lucie de Michael Chaves : Kate

#### Court métrage
- 2017 : The Last Birthday de Jaclyn Bethany : Olga

### Télévision

#### Séries télévisées
- 2001 : Love in a Cold Climate : Victoria
- 2002 : Daniel Deronda : Fanny Davilow
- 2013 - 2016 : Reign : Le Destin d'une reine (Reign) : Lady Lola

#### Téléfilms
- 1998 : Frenchman's Creek de Ferdinand Fairfax : Henrietta
- 2000 : Dirty Tricks de Paul Seed : Rebecca
- 2011 : Brave New World de Michael Patrick Jann : Maura Taft

### Radio

#### Podcasts
- 2020 : The Left Right Game : Laura

## Voix françaises
En France
| - Marie Tirmont dans : - Le Monde de Narnia : Le Lion, la Sorcière blanche et l'Armoire magique - Le Monde de Narnia : Le Prince Caspian - Le Monde de Narnia : L'Odyssée du Passeur d'Aurore - Reign : Le Destin d'une reine (série télévisée) - La Nonne : La Malédiction de Sainte-Lucie Et aussi - Maia Baran (Belgique) dans Halo 4 : Aube de l'espérance (série télévisée) |